# Grantham (Australia)
Grantham – miasto w Australii, w stanie Queensland.